# Замок Эбербах
Замок Эбербах — руины трёх средневековых замков на горе над немецким городом Эбербах на севере федеральной земли Баден-Вюртемберг.

## Расположение
В сущности речь должна идти о трёх различных замках, принадлежавших, по-видимому, различным поколениям одного и того же дворянского рода. Возвышаясь на почти 160 метров над долиной Неккара, замки обеспечивали контроль над судоходством в районе Эбербаха и путь к старому бенедиктинскому аббатству Аморбах.

## Исторический очерк
Точное время постройки замков неизвестно, но, скорее всего, они восходят к ранним временам вормсского господства.
На основании археологических находок предполагают, что Передний замок был построен в последней трети XII в., Средний замок — около 1200 г., и Задний — в первой половине XIII ст. Во всяком случае, в записи за 1196 г. упоминается некий граф Конрад фон Эбербах, что косвенно свидетельствует о существовании к этому времени одноимённого замка. Конрад фон Эбербах, возможно, идентичен упоминаемому тогда же графу Конраду фон Лауффен, одному из министериалов вормсских епископов.
С пресечением рода фон Лауффен (после 1212 г.), замок мог некоторое время находиться в управлении у их наследников, рода фон Дюрн.
В 1227 г. замок был продан епископом Генрихом II королю Генриху VII, и был коронным владением (или имперским замком, который мог в качестве лена передаваться имперским министериалам, лично зависимым от короля и императора) вплоть до 1330 г., когда он попал к рейнским пфальцграфам, и был в дальнейшем управляем посредством фогта, назначаемого из Хайдельберга.
В 1402 г. пфальцграф Рупрехт III передал права на замок и город роду фон Ширшхорн, при которых уже в 1403 г. начался снос замка. В последующие столетия руины заброшеных строений использовались местными жителями в качестве каменоломни.
В начале XX в., с пробуждением всеобщего интереса к средневековой истории, в 1908—1909 и в 1927—1928 гг. были проведены первые археологические изыскания и частичная реконструкция замковых сооружений. Систематическое научное исследование руин было организовано уже в 1959—1963 гг.

## Современное использование
Руины замкового комплекса открыты для свободного посещения, и являются излюбленной целью пеших прогулок, предлагая прекрасный вид на город Эбербах и долину Неккара.